# Fascination (1922)
Fascination is een Amerikaanse dramafilm uit 1919 onder regie van Robert Z. Leonard. Destijds werd de film in Nederland uitgebracht onder de titel Verblindheid. De film is wellicht zoekgeraakt.

## Verhaal
Dolores de Lisa is een Amerikaans meisje, dat bij haar tante in Spanje woont. Met Pasen vermomt ze zich en gaat ze kijken naar het stierenvechten. Ze is geboeid door de stierenvechter Carrita. De graaf van Morera wil hen aan elkaar voorstellen op zijn feest. Daar wint ze het hart van Carrita door voor hem te dansen. Intussen zijn haar vader, broer en verloofde aangekomen uit de Verenigde Staten. Haar vader treft haar aan in het gezelschap van de artieste Parola, waar haar vader vroeger een verhouding mee heeft gehad. Zij wil hem afpersen door Dolores wijs te maken dat hij Carrita's vader is. Carrita wil zich wreken op de vader van Dolores door hem dood te steken. Hij verwondt per ongeluk Dolores. Parola biecht haar leugen op.

## Rolverdeling
| Acteur          | Personage         |
| --------------- | ----------------- |
| Mae Murray      | Dolores de Lisa   |
| Creighton Hale  | Carlos de Lisa    |
| Charles Lane    | Eduardo de Lisa   |
| Emily Fitzroy   | Markiezin de Lisa |
| Robert Frazer   | Carrita           |
| Vincent Coleman | Ralph Kellogg     |
| Courtenay Foote | Graaf de Morera   |
| Helen Ware      | Parola            |
| Frank Puglia    | Nema              |